# NGC 7814
NGC 7814 ist eine spiralförmige Radiogalaxie vom Hubble-Typ Sab in edge-on Stellung. Sie liegt in der Nähe des Sternes Algenib (γ Pegasi) im Sternbild Pegasus nördlich des Himmelsäquators. Die Galaxie ist schätzungsweise 54 Millionen Lichtjahre von der Milchstraße entfernt und hat einen Durchmesser von etwa 90.000 Lichtjahren. Sie entfernt sich vom Sonnensystem mit einer errechneten Radialgeschwindigkeit von näherungsweise 1.000 Kilometern pro Sekunde.
Die Spiralarme erscheinen hier nur als dunkle staubhaltige Wolken, beleuchtet von ihrem hellen Zentrum. Aufgrund der Ähnlichkeit mit Messier 104 wird NGC 7814 auch „Kleine Sombrerogalaxie“ genannt.
Sie ist Namensgeber der NGC 7814-Gruppe, ihr gehören unter anderem die Galaxien NGC 14, PGC 38, PGC 332 und PGC 889 an.
Anfang Juli 2021 wurde hier die Typ-Ia-Supernova SN 2021 rhu beobachtet.
Das Objekt wurde am 8. Oktober 1784 vom deutsch-britischen Astronomen Wilhelm Herschel entdeckt.

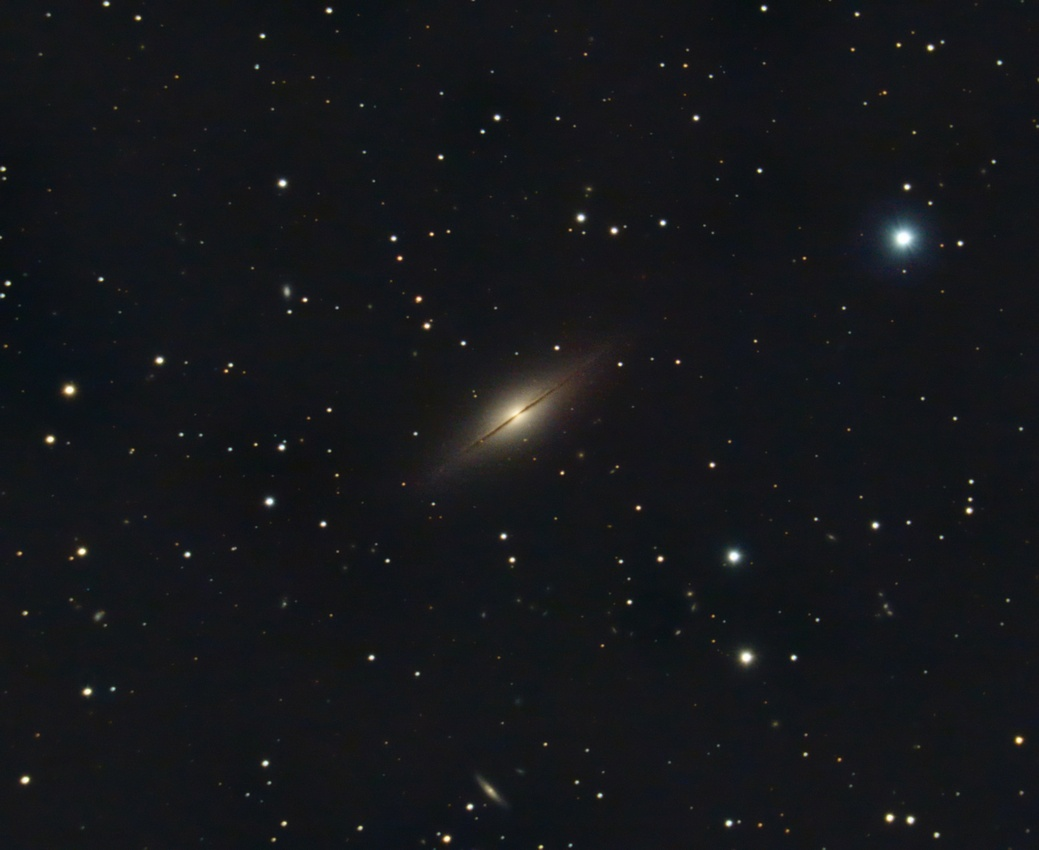
Amateuraufnahme von NGC 7814; der helle Stern rechts oben ist HD 225001 die Galaxie unten IC 5381.

## Galaktisches Umfeld
| Nr. | Galaxie                 | Alternativname            | Rek           | Dek           | Distanz/asec |
| --- | ----------------------- | ------------------------- | ------------- | ------------- | ------------ |
| →   | NGC 7814                | LEDA/PGC 218              | 00h03m14.890s | +16d08m43.50s | 0            |
| 1   | LEDA/PGC 1502345        | WISEA J000328.07+161000.3 | 00h03m28.067s | +16d10m00.37s | 205.00       |
| 2   | LEDA/PGC 1504510        | 2MASX J00031045+1615263   | 00h03m10.45s  | +16d15m26.2s  | 408.24       |
| 3   | LEDA/PGC 1500064        | 2MASX J00025126+1604227   | 00h02m51.242s | +16d04m23.00s | 429.67       |
| 4   | LEDA/PGC 259            | NSA 25900                 | 00h03m44.321s | +16d11m12.73s | 449.01       |
| 5   | 2MASX J00025195+1603137 | WISEA J000251.95+160314.2 | 00h02m51.965s | +16d03m14.16s | 466.73       |
| 6   | LEDA/PGC 212453         | WISEA J000308.14+155837.2 | 00h03m08.139s | +15d58m37.25s | 615.03       |
| 7   | IC 5381                 | LEDA/PGC 212              | 00h03m11.270s | +15d57m56.56s | 648.42       |
| 8   | LEDA/PGC 1500199        | 2MASX J00022725+1604426   | 00h02m27.280s | +16d04m42.50s | 727.65       |
| 9   | LEDA/PGC 1498785        | NSA 25903                 | 00h04m00.793s | +16d01m10.45s | 800.73       |
| 10  | LEDA/PGC 1496485        | 2MASX J00030655+1555243   | 00h03m06.588s | +15d55m24.77s | 806.84       |